# Río Olmos
Der Río Olmos ist ein etwa 120 km langer Fluss in den Provinzen Huancabamba (Region Piura) und Lambayeque (Region Lambayeque) im Nordwesten von Peru. Das Flussbett am Unterlauf führt nur selten Wasser.

## Flusslauf
Der Río Olmos entspringt an der südlichen Grenze des Distrikts Huarmaca in der peruanischen Westkordillere auf einer Höhe von etwa 2800 m. Er durchfließt anfangs das Bergland in westlicher Richtung. Dabei bildet er auf einer Länge von 25 Kilometern die Grenze zwischen den Regionen Piura (am rechten Ufer) und Lambayeque (am linken Ufer). Ab Flusskilometer 105 folgt die Nationalstraße 4B (PE-04B) über eine Strecke von knapp 30 Kilometern dem Flusslauf. Ab Flusskilometer 90 wendet sich der Río Olmos allmählich in Richtung Westsüdwest. Kurz darauf verbreitert sich das Flusstal. Bei Flusskilometer 77 passiert der Río Olmos die am rechten Flussufer gelegene Kleinstadt Olmos. Bis Flusskilometer 60 wird der Río Olmos noch von bewässerten Agrarflächen flankiert. Später durchquert er die Sechura-Wüste. Der Flusslauf endet in der Laguna de La Niña. Der etwa 60 km lange untere Flussabschnitt führt nur während Starkregenereignissen, die durch das Wetterphänomen El Niño ausgelöst werden, Wasser.

## Einzugsgebiet
Das Einzugsgebiet des Río Olmos umfasst eine Fläche von etwa 1500 km², davon 97 km² rechtsseitig des Oberlaufs innerhalb der Region Piura. Im Osten reicht es bis zur kontinentalen Wasserscheide. Dort befindet sich mit dem Bergpass Abra de Porculla deren niedrigste Stelle zwischen Kolumbien und Chile. Im Westen erstreckt sich das Einzugsgebiet des Río Olmos über die Küstenwüste des Distrikts Olmos in der Provinz Lambayeque. Das Einzugsgebiet des Río Olmos grenzt im Norden an das des Río Cascajal, im Osten an das des Río Huancabamba sowie im Süden an das des Río Motupe.

## Hydrologie
Die Abflussmenge des Río Olmos schwankt jahresweise sehr stark. In trockenen Jahren fällt der Fluss mehrere Monate trocken. In niederschlagsreicheren Jahren führt der Río Olmos von Mitte November bis Mitte April die größten Wassermengen. Bei Starkregenereignissen wie während des El Niño kann es entlang dem Flusslauf zu Überschwemmungen kommen. Vom Río Huancabamba wird zu Bewässerungszwecken seit 2014 Wasser über einen knapp 20 km langen Tunnel in das obere Einzugsgebiet des Río Olmos geleitet. Das Flusswasser des Río Olmos wird größtenteils zur Bewässerung der umliegenden Agrarflächen genutzt.